# Amphithoides longicornis
Amphithoides longicornis är en kräftdjursart som beskrevs av Robby August Kossmann 1880. Amphithoides longicornis ingår i släktet Amphithoides och familjen Ampithoidae. Inga underarter finns listade i Catalogue of Life.